# IC 3168
IC 3168 ist eine Balken-Spiralgalaxie vom Hubble-Typ SB? im Sternbild Haar der Berenike am Nordsternhimmel. Sie ist schätzungsweise 661 Millionen Lichtjahre von der Milchstraße entfernt.
Das Objekt wurde am 23. März 1903 von dem deutschen Astronomen Max Wolf entdeckt.